# 鳥居清重 (3代目)
三代目 鳥居清重（さんだいめ とりい きよしげ、生没年不詳）とは、明治時代の浮世絵師。

## 来歴
二代目歌川芳豊及び三代目鳥居清満の門人。本姓は福山、俗称孝太郎。作画期は明治の頃で初名は豊月、後に三代目清重を名乗った。